# Б92
Б92 је српска телевизијска и радио-станица чији је власник Kopernikus Corporation. Седиште се налази на адреси Икарбус 3 Нова 19 у Београду.

## Историја
- Радио Б92 основан је 15. маја 1989. године, а са радом је престао 9. јула 2015. године. Од тог датума, на његовој фреквенцији може се чути само музика док су сви запослени на радију отпуштени.[1]
- Самиздат Б92 је издавачка кућа.
- Б92 нет је од 1996. године један од најпопуларнијих интернет портала на српском језику.[2]
- ТВ Б92 почела је са радом 6. октобра 2000. године.[1]
- Б92 инфо почела је са радом 7. априла 2008. године,[3] а угашена 18. децембра 2016. године.[4]
- ТВ Б92 11. септембра 2017. мења име у О2 ТВ, укључујући и нови логотип и релоцирање сајта телевизије на ново име домена.[5] Сам бренд Б92 и сајт b92.net нису се променили.[6]

Крајем 2014. године телевизија се сели из зграде у Булевару Зорана Ђинђића у новоизграђено крило студијског и пословног комплекса Прве телевизије на адреси Ауто-пут за Загреб 22. Дана 3. новембра 2014. Б92 почиње са емитовањем програма у формату слике 16:9. Отад се познате Вести Б92 емитују из студија величине 400 квадратних метара и са редизајнираном сценографијом (централно издање се сада емитује у новом термину од 20 часова).
У септембру 2015. године Антена група је преузела већински удео власништва Б92.
Након вишегодишњих (што кадровских, што програмских) редукција информативног програма ове куће, која је некада управо по томе била позната, у марту 2017. године ова кућа производи само поподневне (16.00 ч) и вечерње (20.00 ч) вести, по пола сата и једне и друге. Кадровска смањења се огледају у томе што је велики број новинара и истакнутих лица Б92 отишао са ње (углавном на кабловски информативни канал Н1) па је руководство малтене стопило редакције Прве и Б92. Остатак програма није остао поштеђен, па данас ТВ Б92 производи с потешкоћама. Може се истаћи популарна сатирична емисија 24 минута са Зораном Кесићем, која трпи дугачке паузе (јануар—март, јул—октобар).
Дана 11. септембра 2017. године, телевизија Б92 трансформисана је у О2 телевизију док се сама фирма и даље звала Телевизија Б92 д.о.о. све до фебруара 2018. пошто се лиценца за емитовање до тада водила на исту.
Управа канала је почетком 2020. одлучила да врати старо име ТВ канала, па се он од 1. марта 2020. поново зове Б92.